# Ljubav
Ljubav može opisivati snažan osjećaj kao zadovoljavanje osnovnih emocionalnih potreba, pruža najintenzivniji osjećaj bliskosti.
U govoru obično označava međuljudsku ljubav, no ona može označavati ljubav prema državi, cilju, športu itd. Međuljudska ljubav je odnos između dvije osobe veći od same naklonosti jedne prema drugoj, te je usko vezana s međuljudskim odnosima (ljubav između članova obitelji, prijatelja…). Neuzvraćena ljubav se odnosi na one osjećaje ljubavi koji nisu uzvraćeni. Isto tako postoje mnogi psihološki poremećaji kao što je erotomanija.

## Klasična podjela ljubavi
1. philia - prijateljska ljubav, ljubav koja drugome želi dobro, ljubav kojom drugome želimo pomoći, temelj je svakog zajedništva
2. eros - ljubav koja je obilježena čežnjom za onim što se ljubi. To je ljubav usmjerena prema osjetilnome svijetu (vid, dodir, okus…). Eros je i ljubav prema samoj ideji ljepote - rođenje duše u ljepoti i dobroti.
3. agape - ideal ljubavi, uključuje milosrdnost, zauzimanje i brigu za bližnje. Krajnji smisao te ljubavi je potpuno se posvetiti dobru drugih po cijenu vlastitoga života. Ova vrsta ljubavi nadilazi prijateljsku i erotičnu ljubav.

Dijeli se na:
1. ljubav prema Bogu - amor Dei
2. ljubav prema bližnjemu - caritas
3. Božja ljubav prema ljudima - Deus est caritas

Ljubav je temeljni način uspostave istinski ljudske zajednice. Sv. Augustin je rekao: "Ljubi i čini što hoćeš". Prava ljubav nije samo odnos prema nekoj osobi, nego stav, orijentacija našega karaktera.

## Sternbergovi tipovi ljubavi
Robert Sternberg je razvio teoriju po kojoj ljubav ima tri temeljne komponente:
- Bliskost - sviđanje, prijateljstvo, povezanost među partnerima; da bi se bliskost razvila potrebno je obostrano poštovanje i povjerenje.
- Strast - u prvom redu seksualna i tjelesna privlačnost, daje onaj karakterističan osjećaj zaljubljenosti, najintenzivnija na početku ljubavne veze, s vremenom slabi.
- Odanost - predstavlja odluku da s osobom koju volimo ostajemo u dugotrajnoj vezi; partneri moraju biti spremni na žrtvovanje i stavljati partnerove potrebe ispred svojih.

## Ljubav među ljudima
Neki elementi koji su često prisutni u međuljudskoj ljubavi su: 
- naklonost – međusobno uvažavanje;
- privrženost – zadovoljavanje osnovnih emocionalnih potreba;
- altruizam – međusobna nesebičnost;
- uzvraćanje – obostrana ljubav;
- vezanje – želja za očuvanjem ljubavi;
- emocionalna intimnost – dijeljenje emocija i osjećaja;
- prijateljstvo – prijateljski duh; obiteljska povezanost;
- strast – seksualna želja;
- psihička intimnost – dijeljenje intimnog osobnog prostora;
- osobni interes – želja za nekom nagradom;
- uslužnost – želja za međusobnim pomaganjem.

Susane i Clyde Hendrick razvili su skalu ljubavnih odnosa baziranu na John Alan Leeovoj teoriji zvanoj Stilovi ljubavi, u kojoj je međuljudski ljubavni odnos podijeljen u šest dijelova:
- Eros – strasna, fizička ljubav temeljena na fizičkom izgledu;
- Ludus – ljubav se shvaća kao igra te je zabavna;
- Storge – nježna ljubav koja se sporo razvija temeljeći se na sličnosti;
- Pragma – pragmatična ljubav;
- Manija – visoko emocionalna, nestabilna ljubav, stereotip romantične ljubavi;
- Agape – nesebična, altruistična, duhovna ljubav.

Istraživači Hendrick su otkrili da su muškarci više ludični i manični, dok su žene više storgične i pragmatične.